# Uroš Spajić
Uroš Spajić, född 13 februari 1993, är en serbisk fotbollsspelare som spelar för Röda stjärnan. Han representerar även det serbiska landslaget.

## Klubbkarriär
Den 26 maj 2018 värvades Spajić av Krasnodar, där han skrev på ett femårskontrakt.
Efter två säsonger i Krasnodar lånades Spajić ut till den nederländska klubben Feyenoord.

## Landslagskarriär
Spajić debuterade för Serbiens landslag den 4 september 2015 i en 2–0-vinst över Armenien. Han var uttagen i Serbiens trupp vid fotbolls-VM 2018.